# 2018年平昌オリンピックのマレーシア選手団
2018年平昌オリンピックのマレーシア選手団（2018ねんピョンチャンオリンピックのマレーシアせんしゅだん）は、2018年2月9日から25日まで大韓民国江原道平昌で開催された2018年平昌オリンピックのマレーシア選手団の名簿、及びその競技結果。マレーシアは今回、冬季オリンピック初参加となった。

## 選手団
- 人員: 選手 2人
- 開会式旗手: ジュリアン志傑乙

## 種目別選手・スタッフ名簿及び成績

### アルペンスキー
- ジェフリー・ウェブ
  - （男子大回転）2:47.67、68位
  - （男子回転）途中棄権

### フィギュアスケート
- ジュリアン志傑乙（男子シングル）[1]73.58、25位